# Hugo Pfohe
Die Hugo Pfohe GmbH ist ein zum niederländischen van-Mossel-Konzern gehörendes Automobilhandelsunternehmen mit Sitz in Hamburg und neun Niederlassungen in Norddeutschland.

## Geschichte
Im Jahr 1919 gründete der Exportkaufmann Hugo Pfohe das Unternehmen in Hamburg und handelte mit Automobilen der Marken Fafnir und Presto. Das Unternehmen wuchs. Es zog 1925 in die Barmbeker Straße in Winterhude und weitere Marken wie Goliath, Hansa, Oldsmobile, die amerikanische Marke Hansa Essex sowie die österreichische Marke Steyr folgten. Auch die Nachfrage nach der deutschen Marke Borgward stieg und wurde ins Programm aufgenommen. 1961 ging die Borgward-Gruppe in Konkurs. Am 1. Januar 1965 trat ein Vertrag mit Ford in Kraft und alles konzentrierte sich jetzt auf diesen einen Hersteller. 1970 verlegte das Unternehmen seinen Hauptsitz an die Alsterkrugchaussee.
Im Jahr 1991 wurde die Tochterfirma MOTO-PFOHE in Sofia, Bulgarien gegründet. Nach Eröffnung weiterer Standorte in Norddeutschland und Bulgarien wuchs das mittelständische Unternehmen weiter. Das Portfolio wurde nun wieder auf mehrere Marken verteilt. Heute führt die Hugo Pfohe GmbH folgende Marken: Ford, Mazda, Kia, Mini, BMW, Jaguar und Land Rover.
Im Dezember 2017 wurde die bulgarische Tochtergesellschaft MOTO-PFOHE an die Sumitomo Corporation verkauft.
Im Jahre 2023 verkaufte Philip Pfohe als Gesellschafter die Unternehmung an die niederländische van-Mossel-Gruppe.  Zum 1. Mai 2024 legt er auch seinen Posten als Geschäftsführer nieder und zieht sich damit vollständig aus dem Unternehmen zurück.